# I U (EP)
IU (stylized là I□U) là mini album tiếng Nhật đầu tiên của ca sĩ-nhạc sĩ và diễn viên Hàn Quốc IU, phát hành vào ngày 14 tháng 12 năm 2011. Đây là lần đầu tiên IU phát hành tại thị trường Nhật Bản, tổng hợp các bài hát tiếng Hàn được phát hành giữa năm 2008 và 2011.

## Background và phát triển
IU trình diễn lần đầu tiên tại Nhật Bản tại hai buổi concert từ thiện cho Động đất và sóng thần Tōhoku 2011: Tokyo Densetsu 2011 (東京伝説2011) vào ngày 15 tháng 5 năm 2011 và concert Seoul-Osaka Music of Heart 2011 Fighting Japan! vào ngày 8 tháng 6 năm 2011.
LOEN Entertainment ký kết IU với một hãng âm nhạc Nhật Bản EMI Music Japan, bây giờ là công ty con của Universal Music Japan. Lần ra mắt tại Nhật Bản của cô được thông báo lần đầu tiên vào ngày 16 tháng 11 năm 2011, cùng với thông báo của mini album. Album là bước đầu tiên của cô bước vào thị trường Nhật Bản và trở thành pre-debut album. IU sau đó ra mắt chính thức tại Nhật Bản vào tháng 3 năm 2012, với phiên bản tiếng Nhật của bài hát "Good Day" như single ra mắt của cô.
Mini album được phát hành sau 15 ngày album phòng thu tiếng Hàn của cô, Last Fantasy, được phát hành tại Hàn Quốc.

## Viết nhạc và sản xuất
Mini album đặc điểm là gồm các bài hát từ năm 2010 và 2011, nhưng cũng bao gồm bài hát ra mắt của cô "Lost Child" từ mini album ra mắt của cô Lost and Found. "Nagging," kết hợp với Im Seulong của nhóm nhạc nam Hàn Quốc 2AM, cùng với single B-side "Rain Drop." Bài hát không được phát hành trong album của IU trước đây. "Good Day" từ Real (2010) và "The Story Only I Didn't Know" từ Real+ (2011) cũng có trong album. Title track từ Last Fantasy (2011) được thêm vào album như một bonus track.
Tất cả bài hát đều có tên tiếng Anh trừ hai bài hát được dịch sang tiếng Nhật, "Nagging" được gọi là "Ko Go To" (コ・ゴ・ト, "Scolding") và "The Story Only I Didn't Know" là "Watashi Dake Shiranai" (私だけ知らない, "Only I Don't Know").
DVD của single đặc trưng là một bộ phim tài liệu có tên là I with U: The Story of IU, đạo diễn bởi Kim Do-yeon. IU cũng làm việc với nhóm thiết kế người Nhật trong photoshoot và booklet.
Phiên bản tiếng Nhật của bài "Good Day" và "Rain Drop" được phát hành như single ra mắt tiếng Nhật của cô vào ngày 21 tháng 3 năm 2012.

## Quảng bá và phát hành
IU tổ chức concert tại Nhật Bản lần đầu tiên, IU Japan Premium: Special Live, vào ngày 24 tháng 1 năm 2014 tại Tokyo Bunkamura Orchard Hall cho 4,000 khán giả. Concert bao gồm năm bài hát được hát bằng tiếng Hàn và tiếng Anh, cùng với "Good Day" được hát bằng tiếng Nhật lần đầu tiên.

## Tiếp nhận
Album ra mắt tại vị trí thứ 15 trên bảng xếp hạng album của Oricon, doanh số 7,000 bản. Sau bảy tuần nằm trong top 300 album, mini album đạt tổng cộng 12,000 bản.

## Danh sách đĩa nhạc
| STT              | Nhan đề                                                                     | Phổ lời          | Phổ nhạc                     | Thời lượng |
| ---------------- | --------------------------------------------------------------------------- | ---------------- | ---------------------------- | ---------- |
| 1.               | "Good Day"                                                                  | Kim Eana         | Lee Min-soo                  | 3:56       |
| 2.               | "Nagging" (với Seulong, 잔소리 Jansori)                                     | Kim Eana         | Lee Min-soo                  | 3:37       |
| 3.               | "Rain Drop"                                                                 | Go Hyun-ki       | Go Hyun-ki                   | 3:50       |
| 4.               | "Lost Child" (미아 Mia)                                                     | Choi Gap Won     | Lee Jong Hoon, Min Woong Sik | 3:44       |
| 5.               | "The Story Only I Didn't Know" (나만 몰랐던 이야기; Naman Molratdeon Iyagi) | Kim Eana         | Yoon Sang                    | 3:27       |
| 6.               | "Last Fantasy" (Bonus track)                                                | Kim Eana         | Kim Hyeong-seok              | 6:10       |
| Tổng thời lượng: | Tổng thời lượng:                                                            | Tổng thời lượng: | Tổng thời lượng:             | 24:46      |

| DVD | DVD                         | DVD        |
| STT | Nhan đề                     | Thời lượng |
| --- | --------------------------- | ---------- |
| 1.  | "I with U: The Story of IU" |            |

## Bảng xếp hạng
| Bảng xếp hạng (2011) | Vị trí xếp hạng cao nhất |
| -------------------- | ------------------------ |
| Nhật Bản Oricon      | 15                       |

### Doanh số và chứng nhận
| Bảng xếp hạng            | Doanh số |
| ------------------------ | -------- |
| Oricon doanh số physical | 12,000   |

## Lịch sử phát hành
| Khu vực  | Ngày                 | Định dạng     | Hãng phân phối  | Mã code    |
| -------- | -------------------- | ------------- | --------------- | ---------- |
| Nhật Bản | 14 tháng 12 năm 2011 | CD+DVD        | EMI Music Japan | TOCT-22322 |
| Nhật Bản | 26 tháng 12 năm 2011 | Rental CD+DVD | EMI Music Japan | TOCT-22322 |